# Susana Santos Silva

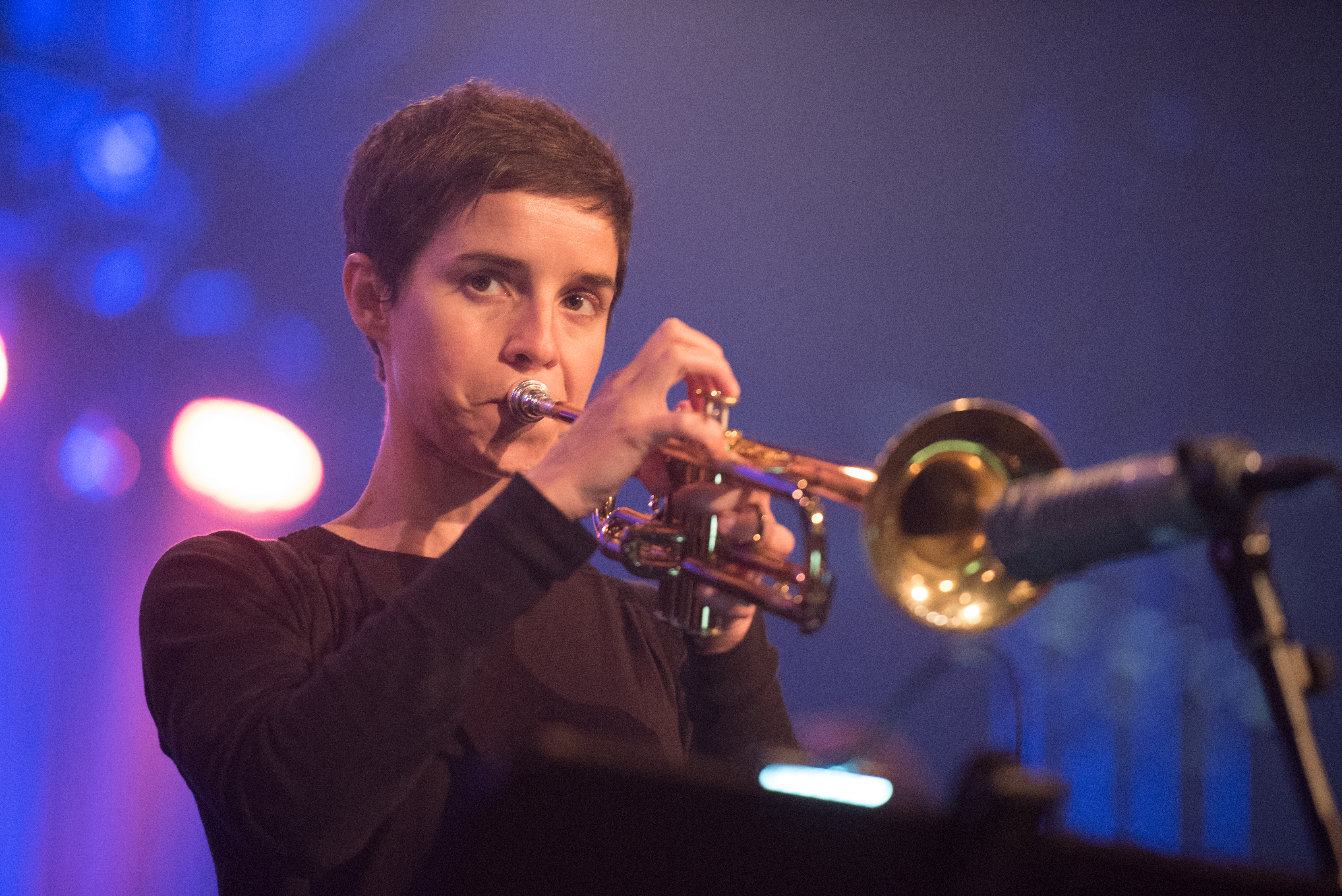
Susana Santos Silva beim Moers Festival 2016

Susana Santos Silva (* 3. Januar 1979 in Porto) ist eine portugiesische Jazz- und Improvisationsmusikerin (Trompete, Flügelhorn, auch Flöte).

## Leben und Wirken
Santos studierte zunächst bis 2008 Jazztrompete am Musikkolleg in Porto und der Hochschule für Musik Karlsruhe bei Reinhold Friedrich, Edward Tarr, Klaus Schuwerk und Klaus Bräker, anschließend Jazz Performance am Rotterdams Conservatorium (Diplom 2010), wo sie mit Eric Vloeimans, Jarmo Hoogendijk und Wim Both arbeitete. Sie spielte im Orquestra Jazz de Matosinhos (u. a. mit Lee Konitz, Chris Cheek, Kurt Rosenwinkel und Maria João als Gastmusikern bei CD-Produktionen), im European Movement Jazz Orchestra (EMJO Live at Coimbra, Clean Feed Records 2011) im Trio LAMA (mit Gonçalo Almeida und Greg Smith) und im Fire! Orchestra um Mats Gustafsson (Ritual, 2016, Arrival, 2019). 2011 legte Santos ihr Debütalbum Devil’s Dress (Toap) vor. Weiterhin arbeitete sie mit dem Bassisten Torbjörn Zetterberg (Almost Tomorrow, 2013, Clean Feed) und mit ihrer Formation SSS-Q (Songs from My Backyard, 2014), des Weiteren mit Mats Gustafsson & NU Ensemble (Hidros 8: Heal, 2022) und Elsa Bergman (Playon Crayon, 2023) und dem Orchestre National de Jazz (Rituels, 2020). All About Jazz bezeichnet Santos als eine der originellsten und artikuliertesten Stimmen des europäischen Avant-Jazz und der nicht-idiomatischen Musik. Zu hören ist sie u. a. auch auf Anthony Braxtons Album 10 Comp (Lorraine) 2022 (2024).

## Diskographische Hinweise
- Susana Santos Silva Quintet: Devil’s Dress (Toap, 2011)
- LAMA: Oneiros (Clean Feed, 2011)
- Susana Santos Silva/Torbjörn Zetterberg: Almost Tomorrow (Clean Feed, 2013)
- Santos Silva/Wodrascka/Meaas Svendsen/Berre Rasengan! (Barefoot Records 2016)
- Kaja Draksler & Susana Santos Silva This Love (Clean Feed 2016)[2]
- Susana Santos Silva, Lotte Anker, Sten Sandell, Torbjörn Zetterberg, Jon Fält: Life and Other Transient Storms (Clean Feed Records, 2016)
- Susana Santos Silva: All the Rivers – Live at Panteão Nacional (Clean Feed, 2018)

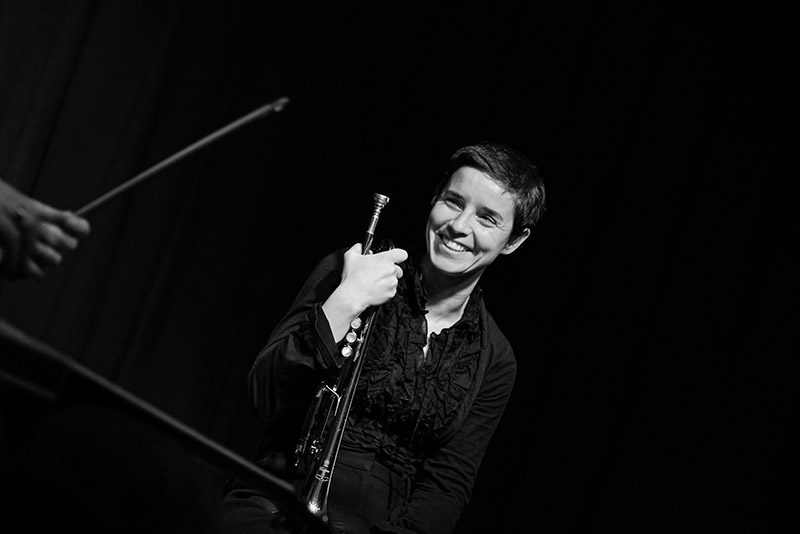
Susana Santos Silva (2018)

- Hearth: Melt (Clean Feed 2021, mit Mette Rasmussen, Ada Rave, Kaja Draksler)
- Susana Santos Silva & Torbjörn Zetterberg: Tomorrow (2021)
- Kaja Draksler & Susana Santos Silva: Grow (Intakt 2022)
- Fred Frith & Susana Santos Silva: Laying Demons to Rest (RogueArt 2023)